# Orizare
Orizare (în bulgară Оризаре) este un sat în Bulgaria, situat în  Obștina Nessebar în regiunea Burgas.
Se află la o altitudine de 26 m deasupra nivelului mării. Populația este de 1.568 locuitori, determinată în 15 martie 2024, prin current resident registration[*].

## Demografie
Componența etnică a satului Orizare
     Romi (29,94%)
     Nicio identificare (6,61%)
     Bulgari (60,84%)
     Turci (1,56%)
     Altele (1,02%)
La recensământul din 2011, populația satului Orizare era de 1.466 locuitori. Din punct de vedere etnic, majoritatea locuitorilor (60,84%) erau bulgari, existând și minorități de romi (29,94%) și turci (1,56%). Pentru 6,61% din locuitori nu este cunoscută apartenența etnică.